# Liste der Biografien/Lix
Liste der Biografien |
Portal Biografien |
Personensuche
# |
A |
B |
C |
D |
E |
F |
G |
H |
I |
J |
K |
L |
M |
N |
O |
P |
Q |
R |
S |
T |
U |
V |
W |
X |
Y |
Z |
?
 
La |
Lb |
Lc |
Le |
Lg |
Lh |
Li |
Lj |
Ll |
Lm |
Lo |
Lp |
Lt |
Lu |
Lv |
Lw |
Lx |
Ly |
Lz
 
Lia |
Lib |
Lic |
Lid |
Lie |
Lif |
Lig |
Lih |
Lii |
Lij |
Lik |
Lil |
Lim |
Lin |
Lio |
Lip |
Liq |
Lir |
Lis |
Lit |
Liu |
Liv |
Liw |
Lix |
Liy |
Liz
Die Liste der Biografien führt alle Personen auf, die in der deutschsprachigen Wikipedia einen Artikel haben. Dieses ist eine Teilliste mit 7 Einträgen von Personen, deren Namen mit den Buchstaben „Lix“ beginnt.

## Lix
- Lix, Karin (* 1965), deutsche Sprinterin und Mittelstreckenläuferin
- Lix, Marie-Antoinette (1839–1909), französisch-polnische Kriegsheldin
- Lix, Ute (* 1965), deutsche Mittelstreckenläuferin

### Lixa
- Lixăndroiu, Diana (* 2005), rumänische Handballspielerin

### Lixe
- Lixenfeld, Matthias (1899–1986), deutscher Komponist, Illusionist und Karnevalist

### Lixf
- Lixfeld, Hannjost (1937–1998), deutscher Volkskundler und Erzählforscher

### Lixl
- Lixl, Andreas (1951–2015), US-amerikanischer Germanist und Hochschullehrer